# Aquila (pramenitá voda)

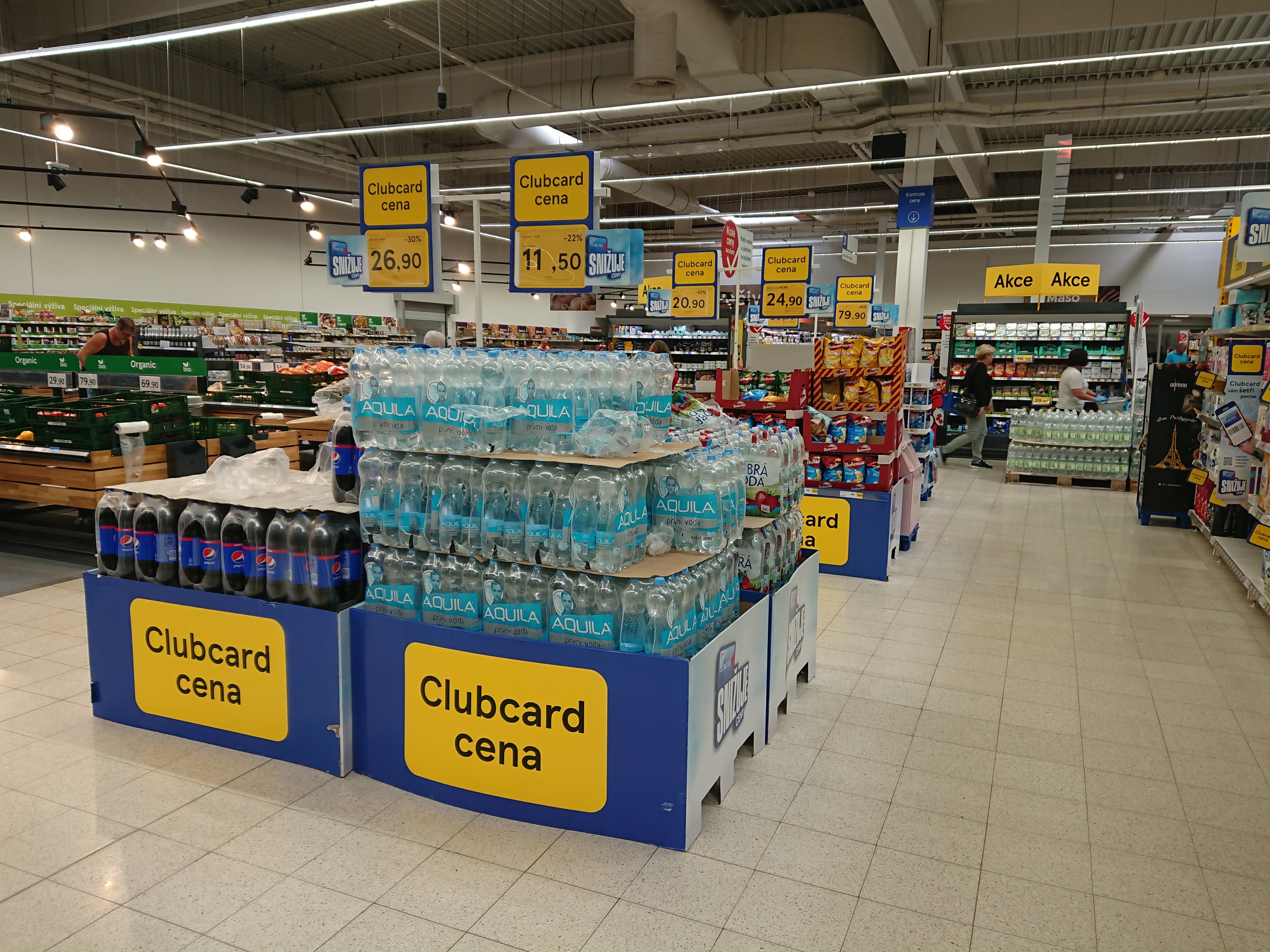
Aquila v nabídce řetězce Tesco.

Aquila je prémiová česká pramenitá voda pocházející z obce Kyselka u Karlových Varů. Svým složením splňuje parametry kojenecké vody. Kromě přírodní (neochucené) vody se vyrábí také Aquila Aqauabeauty (v příchuti jahoda, meruňka a jablko) a Aquila Tea.m čaj (v příchuti broskev, citron, zelený čaj s citronem, lesní plody a zelený čaj s jasmínem).
Pramenitou vodu Aquila vyrábí společnost Karlovarské minerální vody, a.s., jejíž historie sahá až do roku 1867 a která v současné době stáčí také přírodní minerální vodu Mattoni, přírodní minerální vodu Magnesia a několik druhů ochucených limonád i ledových čajů. 